# Vicente Cacho Viu
Vicente Cacho Viu (Madrid, 27 de diciembre de 1929- Madrid, 28 de noviembre de 1997) fue un historiador y catedrático de Historia Contemporánea español.

## Biografía
De familia aragonesa, nació en Madrid el 27 de diciembre de 1929 y estudió en la misma Universidad de Madrid. Durante los primeros años centró su labor en la investigación de la «vida universitaria en la época de la Restauración española» que sirvió de tema para su tesis doctoral (1961).
Fue profesor de la Universidad de Navarra y catedrático en la Universidad Complutense, en la Universidad de Valencia, en la Universidad de La Laguna y en la Universidad de Barcelona. Desde principios de los años ochenta inició trabajos de investigación en la Fundación Ortega y Gasset y ocupó un puesto de patrono del Instituto Universitario Ortega y Gasset. Fue miembro del Opus Dei. Falleció en su ciudad natal el 28 de noviembre de 1997.

## Obra
Su obra estuvo enfocada en la intelectualidad liberal durante la Restauración Borbónica, especialmente la Institución Libre de Enseñanza, además del estudio del nacionalismo catalán y el catalanismo. De ella destaca su primer libro —en realidad su tesis doctoral La Universidad española en la época de la Restauración publicada por Rialp con un nuevo título: La Institución Libre de Enseñanza. I. Orígenes y etapa universitaria (1860-1881), prologada por Florentino Pérez Embid— con el que ganó el Premio Nacional de Literatura de 1962.
También fue autor de Eugenio d'Ors (1902-1930), seguido de un epistolario inédito (1997). Con carácter póstumo aparecieron sus libros Repensar el 98, editado en 1997, El nacionalismo catalán como factor de modernización (1999) y Los intelectuales y la política. Perfil político de Ortega y Gasset, publicado en el año 2000.